# 난향동
난향동(蘭香洞)은 서울특별시 관악구의 행정동이다. 동명은 강홍립 장군이 이 일대에서 지낼 때 난초를 많이 심었는데, 그 향기가 그윽하다는 데에서 유래하였다.

## 지리
난향동은 1977년 9월 1일에 신림3동에서 분동이 되어 신림7동이 되었으며 이후 난향동이 되어 현재에 이르고 있으며, 1970년대 초부터 집중적으로 실시된 일대의 주택지 개발사업으로 신림동 산105-3번지 일대에 주택단지가 조성되면서 '국회 단지'로 불려오고 있다. 또 1997년 11월 12일에 신림1구역 재개발사업계획 결정 및 고시를 시작으로 2000년부터 본격적인 재개발 사업이 착수되었고, 2003년 11월에 공사를 시작해 2006년 9월에 관악산 휴먼시아, 대우푸르지오 등 대규모 아파트 단지가 들어섰다.

## 역사
- 조선시대 : 경기도 시흥군 동면 난곡리(蘭谷里)
- 1914년 4월 1일 : 경기도 시흥군 동면 신림리
- 1963년 1월 1일 : 서울특별시 영등포구 신림동
- 1970년 5월 18일 : 서울특별시 영등포구 신림3동
- 1973년 7월 1일 : 서울특별시 관악구 신림3동
- 1977년 9월 1일 : 신림7동이 신림3동에서 분동[3]
- 2008년 9월 1일 : 신림7동을 난향동으로 개칭

## 법정동
- 신림동

## 교육
- 난향초등학교
- 서울정문학교